# 杉山松助
杉山 松助（すぎやま まつすけ）は、幕末の長州藩士。諱は律義（のりよし）。名は松介とも。

## 略伝
安政5年（1858年）の吉田松陰による間部詮勝天誅計画をはじめとした過激な尊皇攘夷運動に参加。文久2年（1862年）には京都に赴き、久坂玄瑞らと共に活動を続ける。藩主より功績が認められて藩士の身分を許された。
元治元年6月5日、池田屋事件に遭遇。脱出して深手を負いながらも長州藩邸に辿り着いて危険を知らせたが、重傷だったため助からず、翌日死亡した。享年27。明治24年（1891年）、従四位を贈られる。